# Rue des Grandes-Arcades
La rue des Grandes-Arcades (en allemand An den Gewerbslauben, en dialecte alsacien An de Gewerbslauwe) est une rue du centre-ville de Strasbourg.

## Situation et accès
Elle relie la rue de la Mésange à la place Gutenberg. 

## Origine du nom
Elle compte plusieurs édifices remarquables, dont – côté impair – plusieurs maisons à arcades, auxquelles elle doit son nom.

## Historique

### Attentat de 2018
Située à quelques dizaines de mètres des différents lieux où se déroule le marché de Noël de Strasbourg (Christkindelsmärik), la rue des Grandes-Arcades a été le théâtre d'une fusillade meurtrière le 11 décembre 2018.

## Bâtiments remarquables et lieux de mémoire[3]
- no 10 : Îlot de forme trapézoïdale reconstruit en 1771[4]
- no 17 : Immeuble construit vers 1550[5]
- nos 33-37 : Immeuble aux 33-37, rue des Grandes-Arcades à Strasbourg
- no 45 : L'orfèvre Isaac Stettner a vécu dans une maison, démolie en 1898, qui se trouvait sur l'emplacement de l'actuel immeuble[6].
- nos 47-49 : Immeuble aux 47-49 rue des Grandes-Arcades à Strasbourg

"Hommages
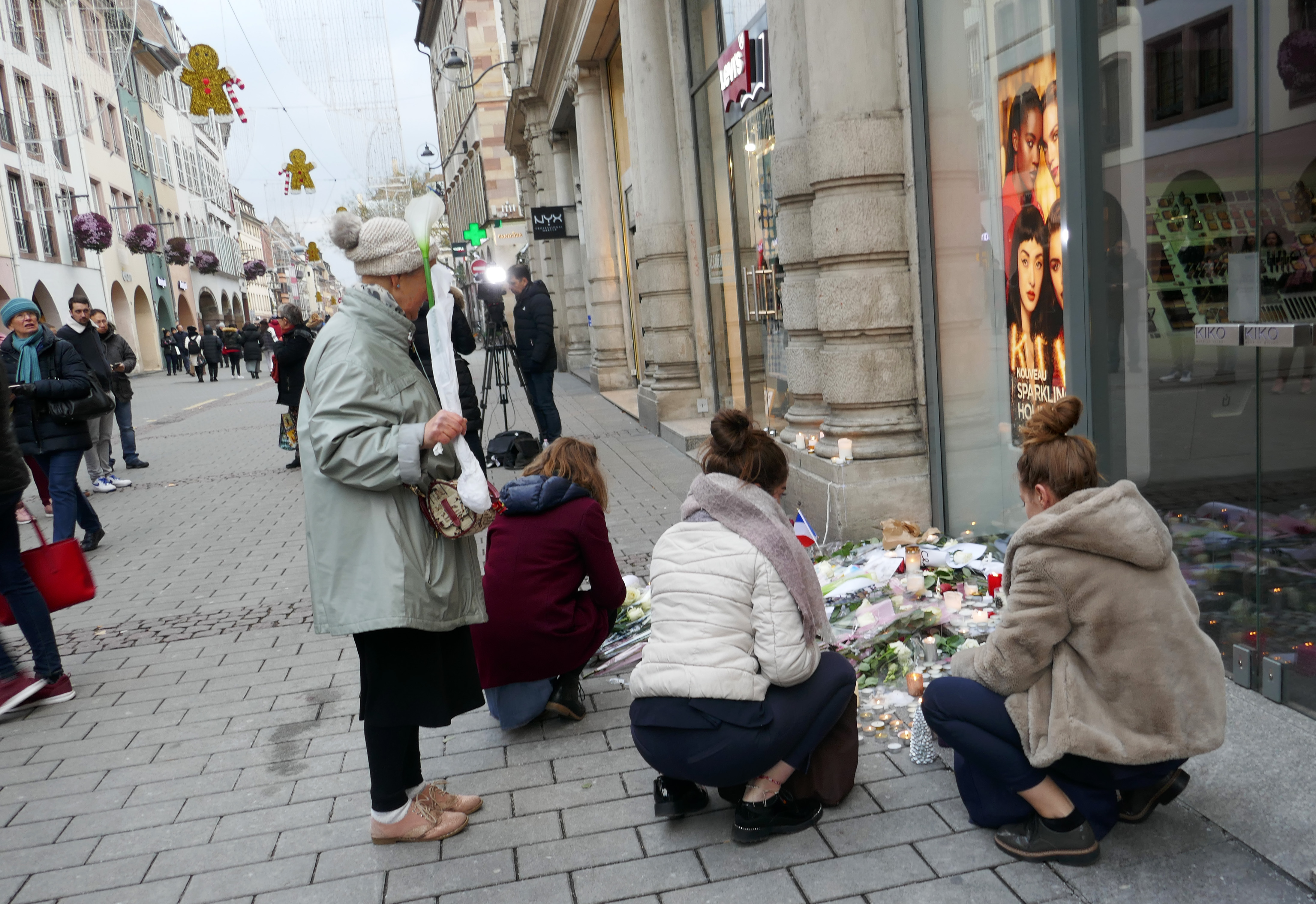
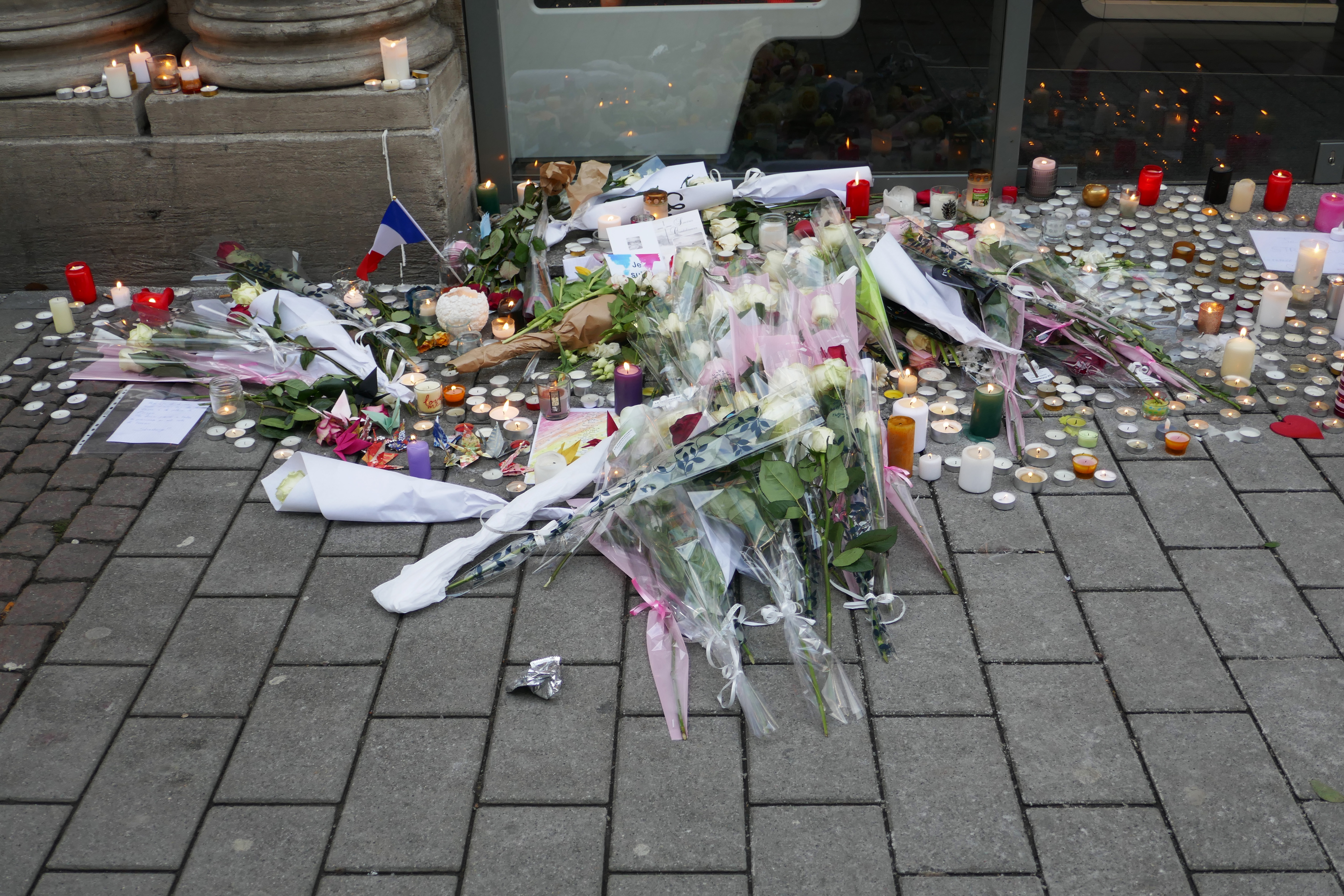
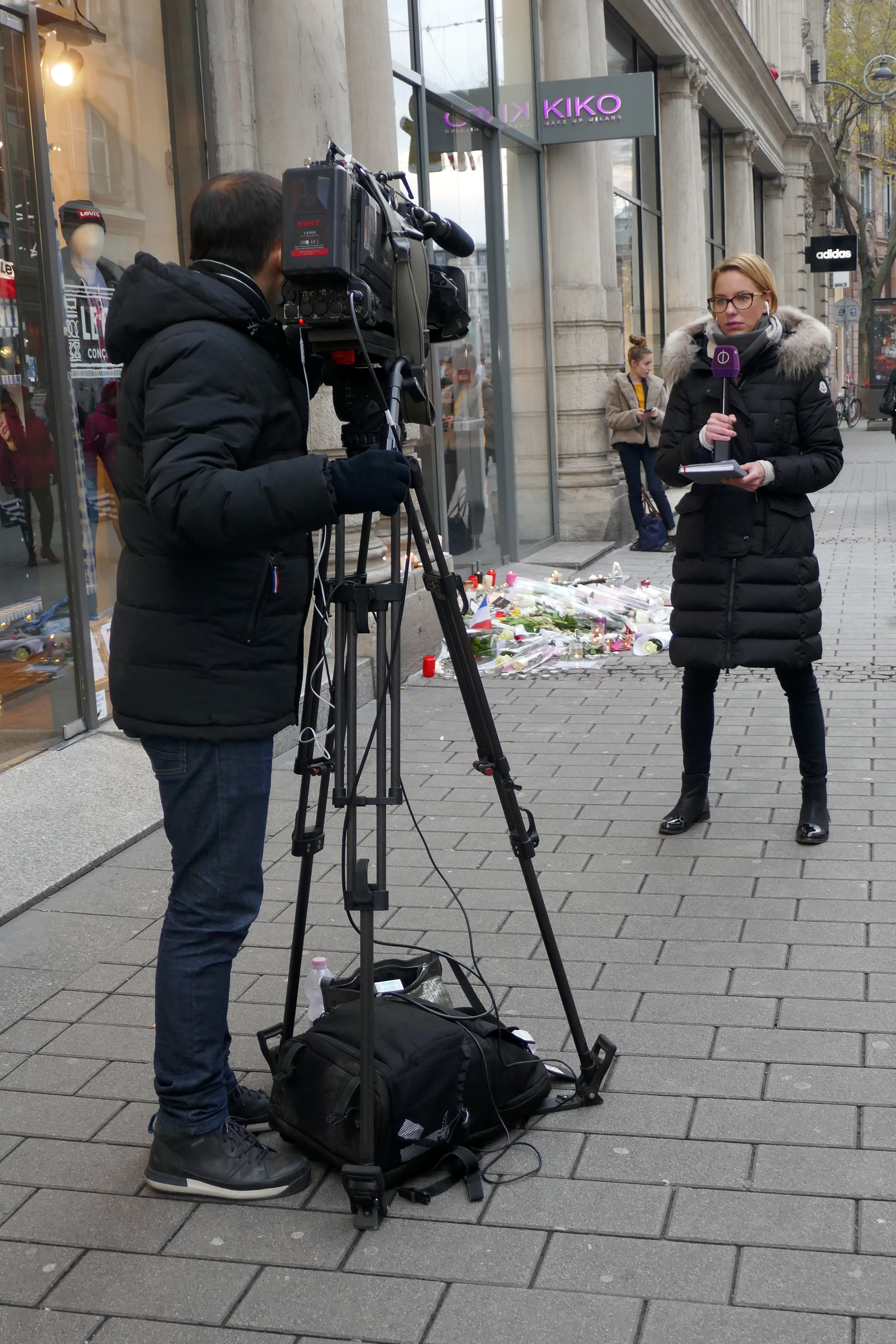

- no 69 :
- no 71 :
- no 87 :
- no 90 :

- Hommages aux victimes dans la rue des Grandes-Arcades.